# ГЕС Сіхе
ГЕС Xǐhé (喜河水电站) — гідроелектростанція у північній частині Китаю в провінції Шеньсі. Знаходячись між ГЕС Shíquán (вище по течії) та ГЕС Анькан, входить до складу каскаду на річці Ханьшуй, великій лівій притоці Янцзи.
В межах проекту річку перекрили греблею із ущільненого котком бетону висотою 63 метра та довжиною 346 метрів. Вона утримує велике водосховище з об’ємом 229 млн м3 та максимальним рівнем води на позначці 367 метрів НРМ. У операційному режимі рівень коливається між позначками 360 та 362 метра НРМ (останньому показнику відповідає площа поверхні у 11,3 км2).
Інтегрований у греблю машинний зал обладнали трьома бульбовими турбінами потужністю по 60 МВт, які забезпечують виробництво 488 млн кВт-год електроенергії на рік.